# Maurits Sabbe (schrijver)
Maurits Karel Maria Willem Sabbe (Brugge, 9 februari 1873 – Antwerpen, 12 februari 1938) was een Vlaams auteur en voorvechter van de Vlaamse Beweging.

## Biografie
Hij werd geboren als zoon van de liberale voorman en schrijver Julius Sabbe en was de oudste van zeven kinderen. Hij studeerde filosofie en letteren aan de Universiteit Gent. Eerst was hij, evenals zijn vader, leraar Nederlands aan het Koninklijk Atheneum te Brugge. In 1903 werd hij leraar aan het atheneum van Mechelen. Vanaf 1907 gaf hij ook les in de toneelklas van het Koninklijk Vlaams Conservatorium Antwerpen. Tijdens de Eerste Wereldoorlog koos Sabbe voor het passivisme en in 1916 ondertekende hij de protestbrief aan het Duits bestuur betreffende de vernederlandste Gentse universiteit. In 1919 werd hij conservator aan het Museum Plantin-Moretus te Antwerpen. In 1921 werd hij docent Nederlandse letterkunde aan de Koloniale Hogeschool te Antwerpen en richtte een volkshogeschool op (die in 1947 werd hernoemd tot de Volksuniversiteit Maurits Sabbe). In 1923 werd hij docent algemene literatuurgeschiedenis aan het Hoger Instituut voor Schone Kunsten te Antwerpen en in datzelfde jaar hoogleraar in de geschiedenis van de Nederlandse letteren aan de Université libre de Bruxelles. Hij was gehuwd met Gabriëlla De Smet.
Hij werd begraven op het erepark van het Schoonselhof in Antwerpen. In 1938 werd zijn naam toegevoegd aan de straat in Brugge die tot dan de naam van enkel zijn vader droeg: de Julius en Maurits Sabbestraat. In Mechelen en Antwerpen werd de Maurits Sabbestraat naar hem genoemd. In 1950 werd een borstbeeld van de schrijver onthuld bij het Sashuis aan het Brugse Minnewater.
Maurits Sabbe was een neef van de Brugse advocaat en volksvertegenwoordiger Victor Sabbe.

## Bibliografie (selectie)

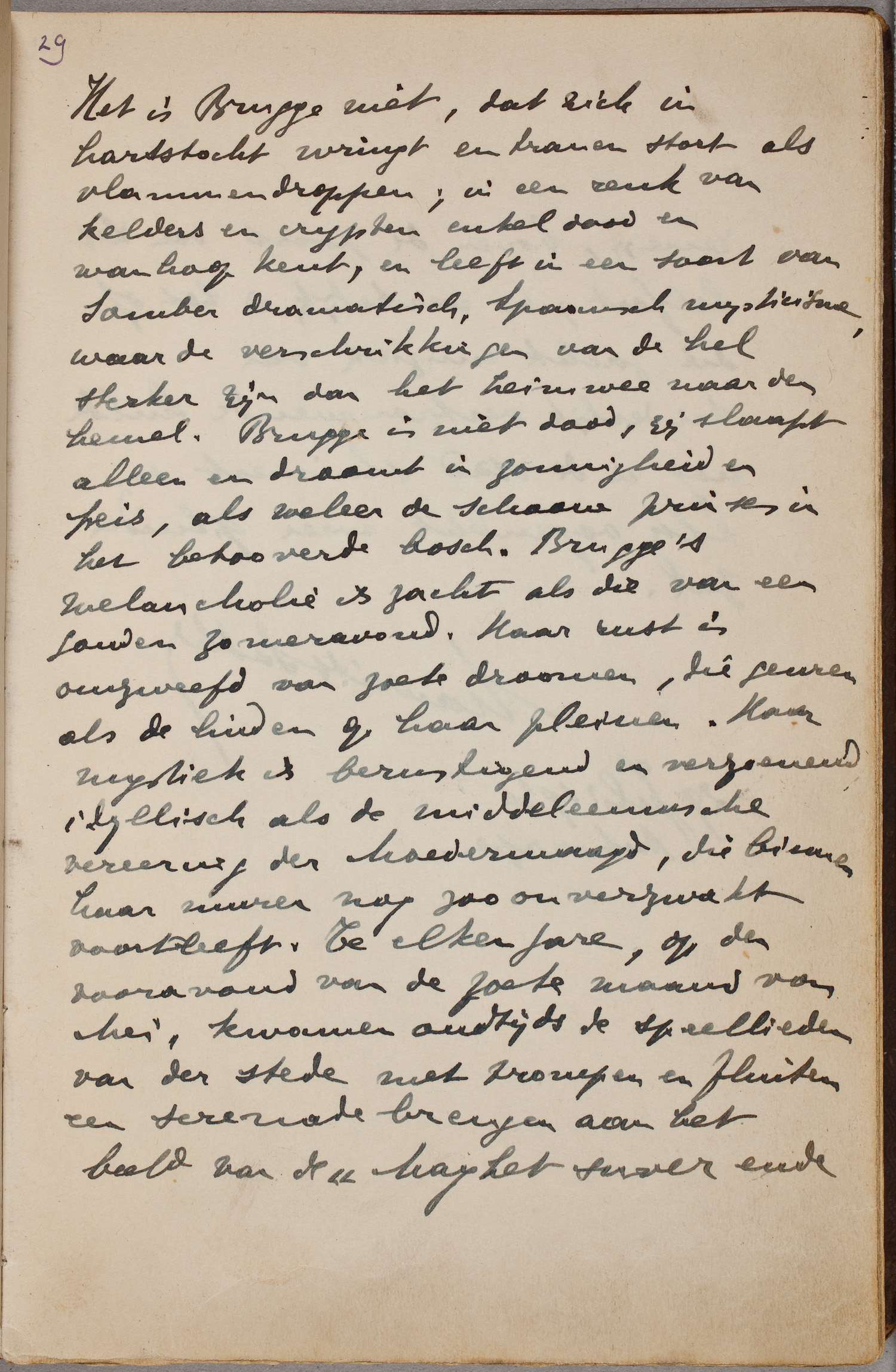
"Het is Brugge niet [...]". Handschrift van Maurits Sabbe

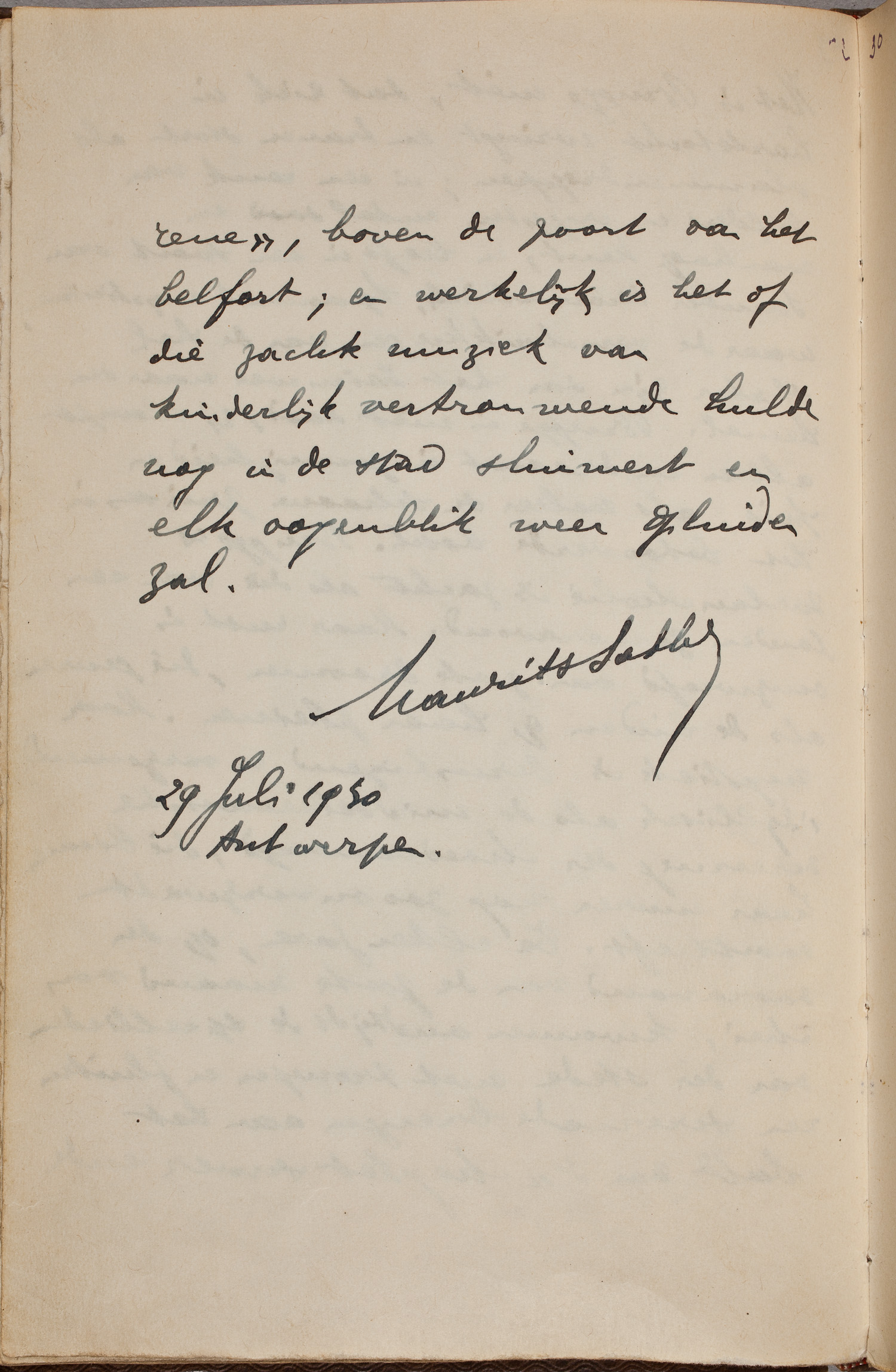
(vervolg) Handschrift van Maurits Sabbe (1930)